# 北海道札幌南陵高等学校
北海道札幌南陵高等学校（ほっかいどうさっぽろなんりょうこうとうがっこう、Hokkaido Sapporo Nanryoh High School）は、北海道札幌市南区藤野にある道立高等学校。

## 沿革
- 1979年11月29日 - 北海道教育委員会において、札幌市南区に高等学校を設置することを決定する。
- 1979年12月1日 - 開校事務取扱発令、開校準備室を北海道札幌南高等学校に設置する。
- 1979年12月14日 - 校訓と学校教育目標を決定する（校訓の揮毫は当時の北海道知事堂垣内尚弘）。
- 1979年12月22日 - 北海道札幌南陵高等学校の設置を決定する。
- 1980年1月26日 - 校章を決定する（デザインしたのは、当時の北海道札幌南高等学校教諭氏家哲）。
- 1980年3月3日 - 校歌を決定する。
- 1980年4月1日 - 北海道札幌南陵高等学校として正式に開校する。
- 1980年4月10日 - 開校式並びに第1回入学式を挙行する。
- 2007年4月10日 - 新制服開始。新教育課程開始。

## 特色
- 2007年2月6日に行われたさっぽろ雪まつり高文連スノーオブジェコンテストにおいて美術部の出展した作品が優勝した。
- 国際理解教育をスタートし、国際協力機構（JICA）研修員や北海道東海大学の北欧からの留学生をクラスに招き、「英語」を媒介語として日本やゲスト出身国の文化の紹介を行い、交流を深めている。
- 藤の花コンサート 1986年5月31日第1回藤の花コンサート。
- 2007年7月2日にやまだひさしのラジアンリミテッドDXの収録でやまだひさし、本校の卒業生であるMEN☆SOULが来校。収録後にはMEN☆SOULよるライブ、体育館ではバレー部とのバレー対決が行なわれ、Juicyのヅラがずれるというアクシデントが起きた。
- 2009年7月15日 第29回南陵祭にBLuckがサプライズゲストとして出演。

## 著名な出身者
- 新谷紫恩 - ヨーヨープレーヤー
- 大下宗吾 - ローカルタレント
- 坂本暁奈-マジシャン、タレント
- 佐藤大輔 - 歌手
- 瀬川信二 - ベーシスト
- 種馬マン（モリマン） - タレント
- トシ（タカアンドトシ） - タレント
- 福原美穂 - 歌手
- 森下恵理 - 歌手
- Ryoji - ロックバンドGYZEメンバー